# Guppy

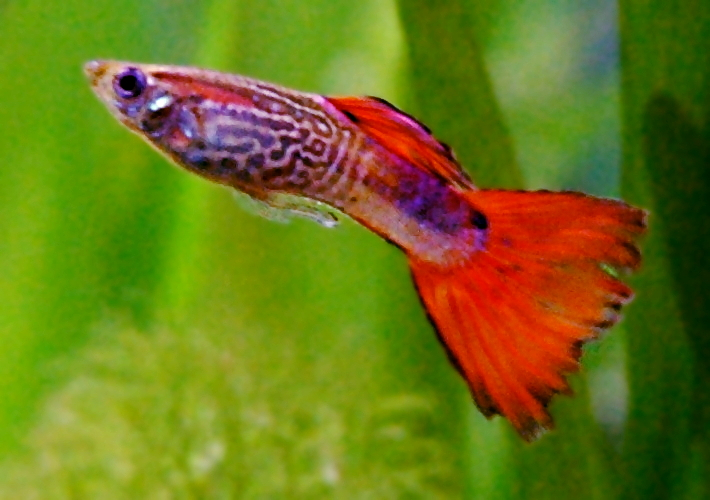
Männchen

Der Guppy (Poecilia reticulata; früher Lebistes reticulatus) ist einer der beliebtesten Süßwasserzierfische innerhalb der Lebendgebärenden Zahnkarpfen (Poeciliinae). Der lebendgebärende Guppy vermehrt sich im Aquarium meist sehr schnell, weshalb Guppys in vielen Ländern der Welt auch den Populärnamen „Millionenfisch“ tragen. Der Guppy stammt ursprünglich aus Süßgewässern der Karibik sowie den küstennahen Gewässern des nordöstlichen Südamerika, vor allem Venezuelas. In Venezuela ist Poecilia reticulata natürlicherweise im Einzugsgebiet des Rio Orinoko verbreitet.

## Erstbeschreibung
Die Erstbeschreibung der Art Poecilia reticulata erfolgte 1859 durch Peters. Bis zum Jahr 2005 war nur eine Guppy-Art beschrieben, doch mit der Beschreibung von Endlers Guppy (Poecilia wingei) durch Poeser, Kempkes und Isbrücker erfolgte die Beschreibung einer zweiten Guppy-Art. Vier Jahre später wurde die Beschreibung von Oropuche-Guppy (Poecilia obscura) durch Schories, Meyer und Schartl veröffentlicht, und 2013 beschrieb Poeser mit Poecilia kempkesi die vierte Guppy-Art, deren Status jedoch umstritten ist und derzeit nicht mehr als valide gilt. Somit gibt es nicht mehr nur eine Guppy-Art, sondern drei.

## Namensherkunft
Der Name „Guppy“ geht auf Robert John Lechmere Guppy (1836–1916) zurück, der im Jahre 1866 dem Britischen Museum mehrere Exemplare der Spezies sandte, die er auf Trinidad gesammelt hatte. Da man annahm, die Fische seien mit den bereits bekannten Poecilia reticulata nicht identisch, wurde die Art zunächst als eigene Spezies unter der Bezeichnung Girardinus guppyi beschrieben. Auch wenn die Identität der Guppys mit Poecilia reticulata heute weitgehend unbestritten ist, ist ihnen der damalige Name geblieben.

## Verbreitung
Das natürliche Verbreitungsgebiet umfasst das nördliche Südamerika und einige vorgelagerte Inseln in der Karibik. So existieren Guppy-Populationen in West-Venezuela und Guyana sowie auf den Inseln der Niederländischen Antillen, auf Trinidad, Barbados, Grenada, Saint Thomas, Antigua und den Inseln über dem Winde. Als Neozoon ist er darüber hinaus in tropischen und subtropischen Gewässern weltweit verbreitet, da er vielfach zur Moskitobekämpfung eingeführt oder von Aquarianern ausgesetzt wurde. Auch in Deutschland und Österreich wird er als Neozoon gelistet. Das Vorkommen beschränkt sich aber auf Thermalquellen und deren Bäche oder auf die Ausläufe von Kühl- oder Klärwässern von Kraftwerken und Industrieanlagen.

## Erscheinungsbild
Die Männchen der Zuchtformen werden ohne Schwanzflosse knapp 3 cm groß, die Weibchen bis über 6 cm. Die Wildformen bleiben deutlich kleiner, Männchen bis 2,5, Weibchen bis 4,5 cm. Der Guppy zeigt einen ausgeprägten Geschlechtsdimorphismus. Die Männchen sind kleiner, schlanker und farbenprächtiger als die Weibchen. Außerdem haben sie ein Gonopodium, also eine zum Begattungsorgan umgeformte Afterflosse, die bei Jungguppymännchen bereits im Alter von vier Wochen ansatzweise zu erkennen ist. Guppys sind lebendgebärend. Sie betreiben keine Brutpflege und betrachten ihre Jungen sogar als Beute. Allerdings gilt das nicht für alle Stämme, manchmal bleiben die Jungen unbehelligt.
Sie können bei Zimmertemperatur (möglich: 16–30 °C; optimal: 24–26 °C) gehalten werden. Importe aus wärmeren Regionen Europas sind anfälliger für Krankheiten, da sie Seewasserzusatz und möglicherweise Antibiotika gewohnt sind. Im Heimaquarium haben sie oft nur eine sehr kurze Lebenserwartung, jedoch sind ihre Nachkommen nicht so anfällig. Aquarianer in Mitteleuropa sind mit heimischen Nachzuchten, die das dortige Wasser gewohnt sind, meist besser bedient.

## Züchtung der Guppys
Weibchen werden mit drei Monaten geschlechtsreif (Männchen früher), wobei sie bereits einige Zeit vor der ersten Trächtigkeit begattet werden können, da sie den Samen speichern. Dieser Vorrat reicht für bis zu elf Würfe aus, wobei die einzelnen Würfe aus ca. 20 Jungen bestehen. Will man aus züchterischen Gründen sicher sein, von welchem Männchen die Jungen stammen, sollte man die Weibchen bereits vor der vierten Lebenswoche von den Männchen trennen. Im Normalfall werden die Männchen in ein anderes Becken gesetzt, sobald sie sich als solche zu erkennen geben. Das Weibchenbecken muss weiter scharf kontrolliert werden, um kein Spätmännchen zu übersehen, was die Zucht einige Monate zurückwerfen kann. Auf die Gesundheit der Weibchen hat eine frühe Trächtigkeit keinen negativen Einfluss. Weibchen, die lange ohne Männchen aufwuchsen, wird aber manchmal eine verminderte Fruchtbarkeit nachgesagt.
Man kann ein Männchen von einem Weibchen unterscheiden, indem man die Afterflosse genau betrachtet: Bei Männchen ist diese schmaler und länglicher, bei Weibchen breiter und fächerförmig. Wenn es allerdings schnell schwimmt, wird auch die Afterflosse eines Weibchens ähnlich der eines Männchens. Darauf zu achten ist wichtig, wenn die Fische noch relativ jung sind und die Männchen noch keine bunte Farbe bekommen haben. Außerdem sind Weibchen fülliger und kräftiger als Männchen.
Aus der Wildform sind vielfältige Zuchtformen geschaffen worden. Sowohl professionelle Züchter als auch Anfänger widmen sich seit vielen Jahrzehnten dem Guppy, und heute existiert eine überwältigende Fülle an Farben, Mustern und Formen. Es sind aber bei weitem noch nicht alle Grenzen ausgelotet. Regelmäßig kommen neue Farbformen zu den bereits existierenden hinzu. Dabei gibt es für die Zucht von so genannten Guppy-Stämmen internationale Regeln, welche die verschiedenen Zuchtformen beschreiben. Die Stämme werden nach der Beflossung in verschiedene Guppyarten unterteilt.

## Verschiedene Guppyformen

Großflosser (A–D): Fächerschwanz, Triangelschwanz, Schleierschwanz, Fahnenschwanz; Schwertflosser (E–H): Doppelschwert, Obenschwert, Untenschwert, Leierschwanz; Kurzflosser (I–L): Spatenschwanz, Speerschwanz, Rundschwanz, Nadelschwanz

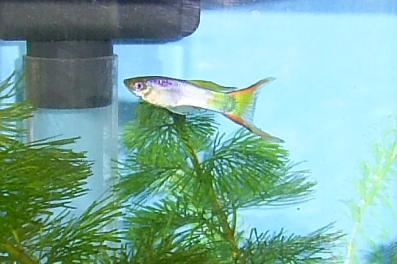
Doppelschwertguppy

Zusätzlich zu den verschiedenen Flossenformen werden noch die verschiedenen Grund- und Deckfarben unterschieden. Der festgelegte Standard der Guppyzüchter IHS, Internationaler Hochzucht-Standard, lässt dreizehn verschiedene Formen zu. Hauptsächlich die Form der Rücken- und Schwanzflosse und eine ansprechende Färbung sind Zuchtziele, die Vitalität und Fruchtbarkeit der Tiere sollte aber auch nicht vernachlässigt werden.
In Deutschland finden derzeit bis zu sieben Ausstellungen jährlich statt, auf denen zwischen 130 und 250 Trios von Guppys zu sehen sind.

## Endlers Guppy

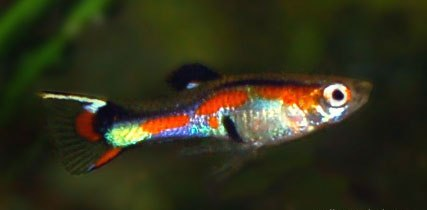
Endlers Guppy

Als eigene Art ist der sogenannte Endlers Guppy zu sehen. Wild lebend ist er bis jetzt in einer Süßwasserlagune in Venezuela sowie umgebenden Gewässern nachgewiesen. Aufgrund von Biotopzerstörungen existiert er nicht mehr in der Laguna dos Patos, wohl aber noch in anderen Gewässern dieses Bereichs. Sein wissenschaftlicher Name lautet Poecilia wingei Poeser, Kempkes & Isbrücker, 2005. Der Bau und die zum „normalen“ Guppy andere Ausprägung des Gonopodiums ließen diese Neubeschreibung zu. Das wichtigste Unterscheidungsmerkmal zwischen der altbekannten Poecilia reticulata und der erst 2005 beschriebenen Art Poecilia wingei ist jedoch die Beobachtung von „Character displacement“ durch Poeser, Kempkes & Isbrücker. „Character displacement“ tritt bei nahe verwandten Arten auf, deren Verbreitungsgebiete angrenzende sind. Je dichter die Populationen der unterschiedlichen Arten benachbart sind, umso größer sind die phänotypischen Unterschiede zwischen den Arten. Die phänotypische Abgrenzung der Arten voneinander verhindert offenbar Hybridisierungen durch artübergreifende Paarungen. Des Weiteren beobachteten die Autoren Unterschiede im Balzverhalten der Männchen: Poecilia wingei umwirbt intensiver und länger die Weibchen als Poecilia reticulata.
Von Poecilia wingei gibt es in Zoofachgeschäften sowohl reine Wildformen als auch Zuchtstämme, die auf eine Kreuzung mit Poecilia reticulata zurückgehen. Nur bei der reinen Wildform darf dann die Bezeichnung Poecilia wingei verwendet werden, Kreuzungen sind dagegen als Hybriden zu kennzeichnen. 

## Guppys in der Forschung

### Guppys und die Verhaltensbiologie
Das Fortpflanzungsverhalten der Guppys ist unter anderem durch einen Nachahmungseffekt geprägt. Wie verschiedene Untersuchungen belegen konnten, wählen Guppyweibchen als Geschlechtspartner bevorzugt Männchen, die schon zuvor von anderen Weibchen ausgewählt wurden, und lehnen Partner ab, die bereits von anderen Weibchen ebenfalls abgelehnt wurden. Männliche Guppys bedrängen außerdem Weibchen anderer Fischarten, die den eigenen Weibchen ähnlich sehen, und verhinderten so, dass sich diese paaren. Die aggressive Annäherung von Guppys an fremde Weibchen hat zur Folge, dass diese selbst den Männchen der eigenen Art ausweichen und sich nicht mehr fortpflanzen. So verdrängen Guppys ihre Konkurrenten und sichern sich den Zugang zu Nahrungsquellen.
Weibchen versuchen der bedrängenden Aufmerksamkeit durch Männchen zu entkommen und bilden ihre eigenen Gruppen oder suchen neue soziale Nischen auf. Aggressiv werbende Männchen sind ein Faktor für evolutionäre Veränderungen. Es wird beobachtet, dass sich die Farbe der Iris aggressiver Männchen durch hormonelle Einflüsse schwarz färbt. Fortwährendes männliches Balzverhalten führt auch dazu, dass die Weibchen ihre Aggression häufig auf ihre eigene Geschlechtsgenossinnen umleiten.
Engt man das Habitat der Guppys räumlich ein, so nimmt auch das aggressive Verhalten der Fische untereinander stark zu. In diesem Fall werden „Beißhierarchien“ ausgebildet. Diese Beißattacken können so ausdauernd und vehement sein, dass schwächere Tiere daran zugrunde gehen.
In freier Wildbahn leben Guppys in komplexen und stark strukturierten sozialen Netzwerken. Eine typische Guppygruppe besteht aus 2 bis 20 Individuen. Diese Gruppen lösen sich über Nacht auf und bilden sich am folgenden Morgen neu. Bei einer im Jahre 2004 durchgeführten Studie wurden sämtliche Guppys eines Tümpels eingefangen, markiert und wieder gemeinsam entlassen. Diese Prozedur wurde 1000-mal wiederholt. Dabei zeigte sich, dass sich die Gruppen keineswegs wieder zufällig zusammensetzten. Vielmehr zeigten die Versuchstiere eine Tendenz sich mit denjenigen Guppys zusammenzutun, mit denen sie schon vorher zusammengeschwommen waren. Besonders auffällig war, dass sich immer wieder die gleichen Paare von Weibchen zusammenfanden.
Eine mögliche Erklärung für dieses Verhalten ist, dass sich Guppys gegenseitig erkennen und aktiv versuchen, mit gewissen Individuen mehr Zeit zu verbringen als mit anderen. Ein Verhalten, welches wir bei Menschen als Freundschaft bezeichnen würden.

### Guppys und „schnelle Evolution“

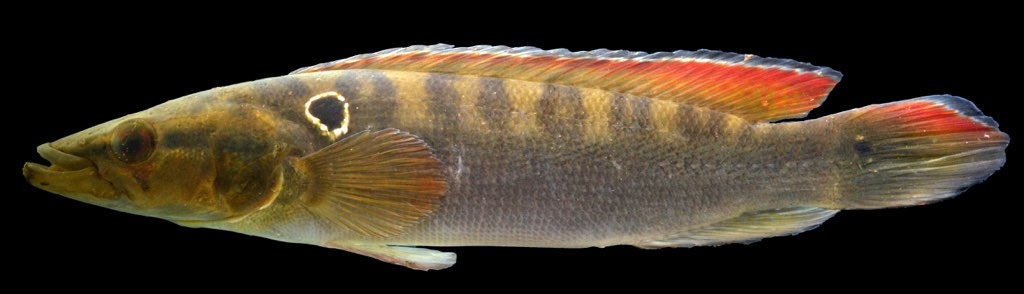
Crenicichla alta

In Trinidad werden frei lebende Guppys häufig und gezielt von Hechtbuntbarschen der Art Crenicichla alta erbeutet, die vor allem im ruhigen Unterlauf von Gewässern leben, nicht aber oberhalb von Stromschnellen oder Wasserfällen in höheren Lagen. Der im Unterlauf höhere Selektionsdruck durch Crenicichla alta hat dazu geführt, dass die dort lebenden Guppys sich in jüngerem Alter fortpflanzen und kleinwüchsiger sind als die im Oberlauf von diesem Prädator verschont bleibenden Guppys. Zudem sind die Würfe der Weibchen im Unterlauf größer als im Oberlauf. Nachdem der Nachweis erbracht worden war, dass diese Unterschiede genetisch bedingt sind, begann die Arbeitsgruppe um den US-amerikanischen Evolutionsbiologen David N. Reznick in Trinidad eine Langzeitstudie: Guppys aus dem für sie risikoreichen Unterlauf eines Gewässers wurden oberhalb eines Wasserfalls ausgesetzt, in einem Gewässer, in dem bis dahin weder Guppys noch Crenicichla alta vorgekommen waren; einziger Prädator in dieser Umgebung waren Bachlinge der Art Rivulus hartii, die aber – anders als Crenicichla alta – nicht auf Guppys als Beute spezialisiert sind. Die im Oberlauf ausgesetzten Guppys etablierten sich dort als neue Population und wurden Jahr für Jahr vermessen: Bereits nach 20 Generationen wurden sie später geschlechtsreif als ihre Ausgangspopulation, und die Würfe der Weibchen waren kleiner, die einzelnen Jungtiere bei Geburt aber größer als zuvor. Diese Studie gilt als überzeugender Beleg für sogenannte schnelle Evolution.

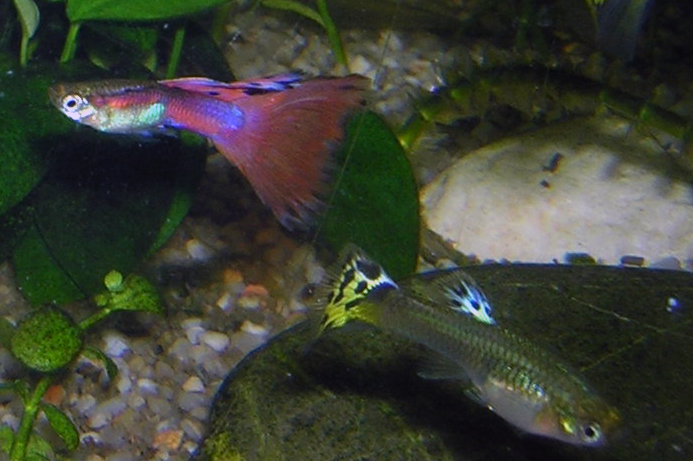
Guppys, links das Männchen, rechts das Weibchen, Zuchtform
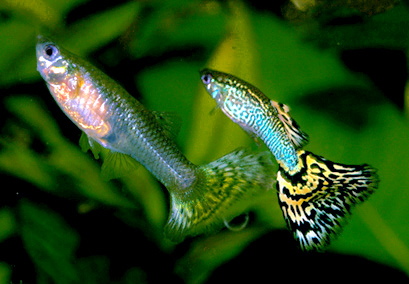
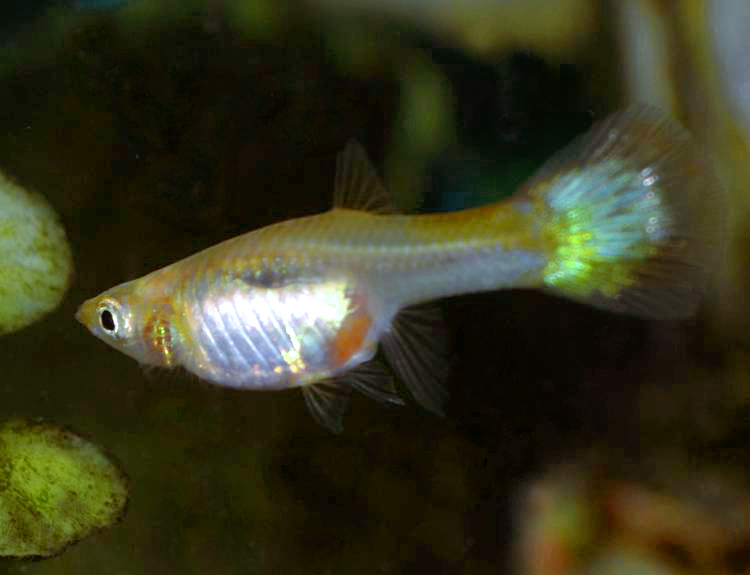
Goldguppy: trächtiges Weibchen
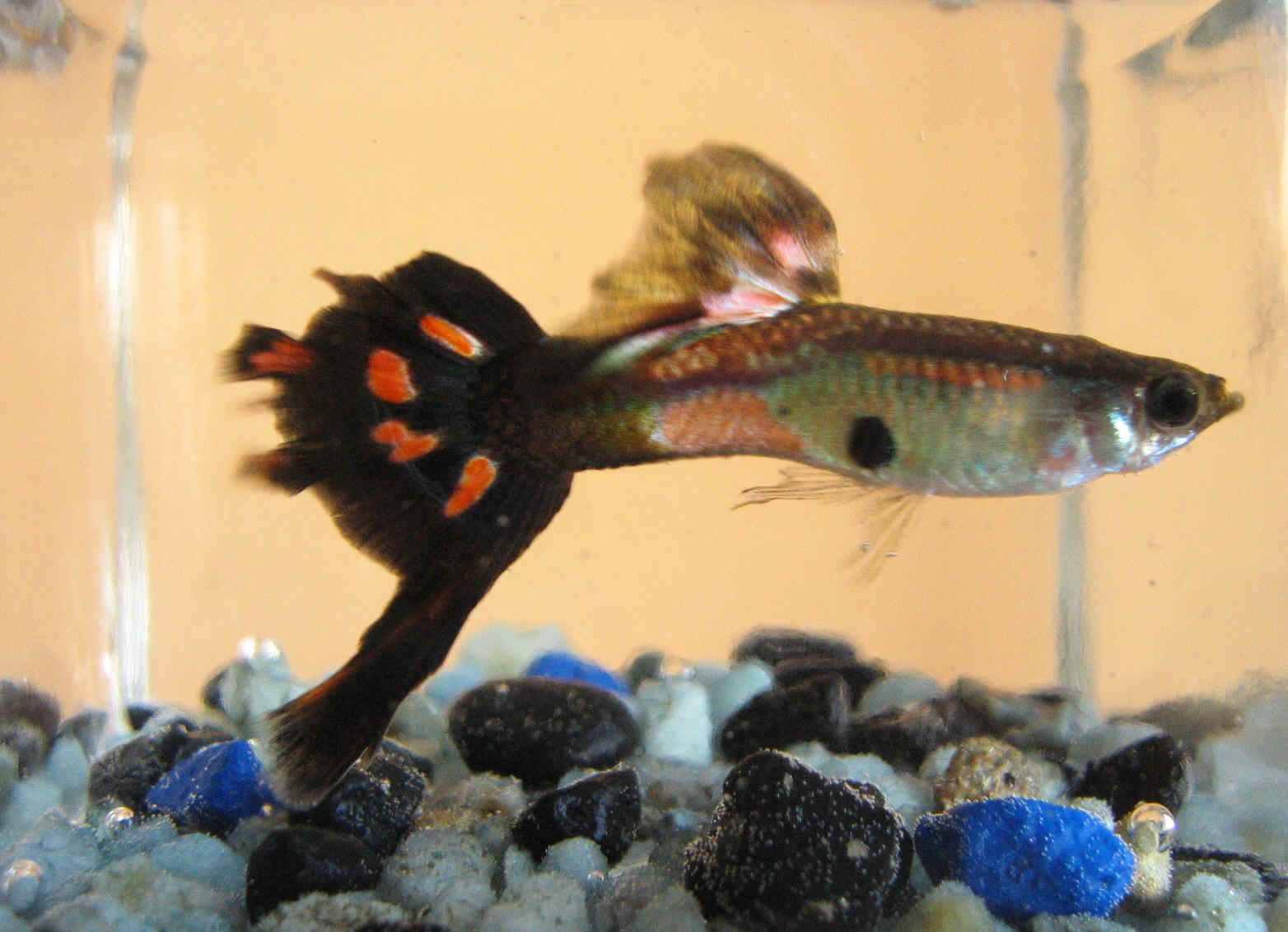
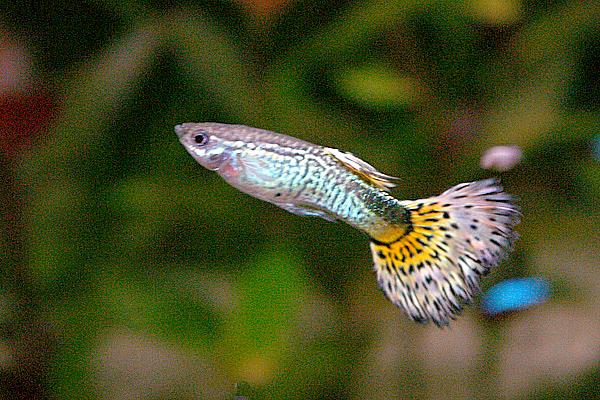
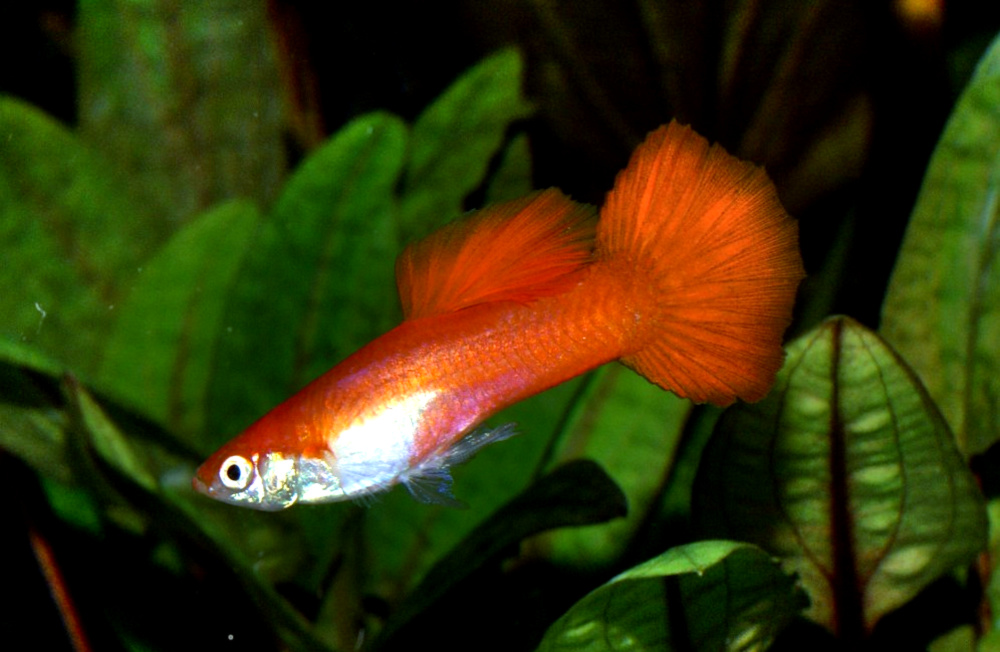

## Belege
1. ↑  guppy-info.de: Namensherkunft (Memento vom 20. Dezember 2009 im Internet Archive) 26. August 2011
2. ↑  Introductions of Poecilia reticulata auf Fishbase.org
3. ↑  Michael Kempkes: Poecilia reticulata als Neozoon. (Memento vom 15. April 2019 im Internet Archive) Auf: dglz.de, abgerufen am 15. April 2019.
4. ↑  Christian Wiesner, Christian Wolter, Wolfgang Rabitsch, Stefan Nehring: Gebietsfremde Fische in Deutschland und Österreich und mögliche Auswirkungen des Klimawandels, BfN-Skripten 279, Bonn 2010, S. 12 (PDF-Datei; 12,7 MB).
5. ↑  Jonas Jourdan et al. (2014): On the natural history of an introduced population of guppies (Poecilia reticulata Peters, 1859) in Germany. BioInvasions Records 3(3): 175-184; doi:10.3391/bir.2014.3.3.07
6. ↑  Fred N. Poeser, Michael Kempkes und Isaäc J. H. Isbrücker: Description of Poecilia (Acanthophacelus) wingei n. sp. from the Paría Peninsula, Venezuela, including notes on Acanthophacelus Eigenmann, 1907 and other subgenera of Poecilia Bloch and Schneider, 1801 (Teleostei, Cyprinodontiformes, Poeciliidae). In: Contributions to Zoology. Band 74, Nr. 1–2, 2005, S. 97–115, doi:10.1163/18759866-0740102007, Volltext (PDF).
7. ↑  www.sueddeutsche.de: Sexmaschinen des Tierreichs. Süddeutsche Zeitung, 24. Januar 2008.
8. ↑  Anne E. Magurran und Benoni H. Seghers: Variation in Schooling and Aggression Amongst Guppy (Poecilia reticulata) Populations in Trinidad. Behaviour. Vol. 118, No. 3/4 Sep., 1991, S. 214–234
9. ↑  Michael Werner: Variabilität sozialer Verhaltensweisen beim Guppy (Poecilia reticulata PETERS). Ber. nat.-med. Verein Innsbruck Band 72 S. 241 – 256 Innsbruck, Oktober 1985
10. ↑  Aggressive Guppys wechseln die Augenfarbe. Die Iris von Guppys ist manchmal silbern, manchmal schwarz gefärbt. Ein ausgeklügelter Versuch mit Roboterfischen zeigt nun, warum. Biologie. Spektrum. 6. Juni 2018
11. ↑  Sexuelle Belästigung macht Guppy-Weibchen zu „Zicken“. Drängende Männchen erhöhen Aggression der weiblichen Tiere untereinander. Scinexx, das Wissensmagazin
12. ↑  Der Modellfisch Guppy. Attraktive Homos. Guppys sind bunt, können Zicken und Machos sein und reagieren auf LSD mit Größenwahn. Ansonsten sind sie Fische, an denen viel getestet wird. TAZ, 29. August 2015
13. ↑  Darren P. Croft, Jens Krause, Richard James: Social networks in the guppy (Poecilia reticulata). In: Proceedings of the Royal Society of London B: Biological Sciences. Band 271, Suppl 6, 2004, ISSN 0962-8452, S. S516–S519, doi:10.1098/rsbl.2004.0206, PMID 15801620.
14. ↑  Suchergebnisse: Das Mysterium der Tiere: Was sie denken, was sie fühlen. 2. Auflage. Aufbau Verlag, Berlin 2017, ISBN 978-3-351-03682-9 (amazon.de [abgerufen am 9. Mai 2018]).
15. ↑  David N. Reznick et al.: Evaluation of the Rate of Evolution in Natural Populations of Guppies (Poecilia reticulata). In: Science. Band 275, Nr. 5308, 1997, S. 1934–1937, doi:10.1126/science.275.5308.1934, Volltext (PDF) (Memento vom 18. Juli 2018 im Internet Archive)
16. ↑  David N. Reznick et al.: Experimental studies of evolution in guppies: a model for understanding the evolutionary consequences of predator removal in natural communities. In: Molecular Ecology. Band 17, Nr. 1, 2008, S. 97–107, doi:10.1111/j.1365-294X.2007.03474.x
 Ergänzende Daten zu Molecular Ecology, Band 17, Nr. 1, 2008. (PDF) (Memento vom 18. Juli 2018 im Internet Archive)
vergl. David N. Reznick et al.: Eco-Evolutionary Feedbacks Predict the Time Course of Rapid Life-History Evolution. In: The American Naturalist. Online-Vorabveröffentlichung vom 9. September 2019, doi:10.1086/705380.
17. ↑  Marlene Zuk: Paleofantasy. What evolution really tells us about sex, diet, and how we live. W.W. Norton & Company, New York und London 2014, S. 78–80, ISBN 978-0-393-08137-4